# Stemma del Libano
Lo stemma del Libano è il simbolo araldico ufficiale del paese, adottato nel 1943. Consiste in uno scudo di rosso alla sbarra d'argento con al centro un cedro del Libano verde.